# پنجه‌های خشم: افسانه هنک
پنجه‌های خشم: افسانه هنک (انگلیسی: Paws of Fury: The Legend of Hank؛ همچنین شناخته‌شده با عنوان سامورائی شعله‌ور) یک فیلم پویانمایی رایانه‌ای کمدی-اکشن به کارگردانی کریس بیلی است، که با الهام از فیلم وسترن کمدی مل بروکس تحت عنوان زین‌های شعله‌ور (۱۹۷۴) ساخته شده‌است. در این فیلم مایکل سرا، ساموئل ال. جکسون، ریکی جرویز، جایمن هانسو، گابریل ایگلسیاس، مل بی، میشل یئو و مل بروکس نقش‌آفرینی می‌کنند.
این فیلم قرار بود در سال ۲۰۱۷ اکران شود، اما چندین بار به دلیل تغییرات توزیع‌کننده و دنیاگیری کووید-۱۹ به تعویق افتاد. فیلم در نهایت در ۱۰ ژوئیه ۲۰۲۲ در لس آنجلس به نمایش درآمد و در ۱۵ ژوئیه ۲۰۲۲ توسط پارامونت پیکچرز تحت برچسپ نیکلودئون موویز به نمایش درآمد. این فیلم نقدهای متفاوتی از منتقدان دریافت کرد، که برخی صداپیشگیِ آن را تحسین کردند، در حالی که برخی دیگر از طرح داستان، شخصیت‌ها، پویانمایی و طنز آن انتقاد کردند. این فیلم همچنین یک بمب گیشه بود و بیش از ۲۳ میلیون دلار در سراسر جهان در مقابل بودجه ۴۵ میلیون دلاری فروش داشت.

## خلاصه داستان
داستان در مورد یک سگ جوان و کلافه است. او در آرزوی سامورائی‌شدن برای دفاع از شهری به نام کاکاموچو در مقابل گربه‌ای به نام ایکاچو است. ایکاچو طرحی دارد تا از شر ساکنان شهر خلاص شود.

## مشروح داستان
در سرزمینی الهام‌گرفته از ژاپن فئودالی که سراسر آن را گربه‌ها اشغال کرده‌اند، ایکا چو، مقام بلندپایه و حیله‌گر حکومت شوگان، آرزو دارد کاخ عظیمش را گسترش دهد. با این حال، این کاخ در کنار روستای فقیرنشین کاکاموچو قرار دارد. ایکا چو برای خلاص شدن از دست این روستا، نقشه می‌کشد تا با فرستادن گروهی از اراذل و اوباش به رهبری دستیارش اوگا، اهالی کاکاموچو را وادار به ترک خانه‌هایشان کند. مردم روستا از شوگان می‌خواهند سامورایی تازه‌ای را برای محافظت از آن‌ها منصوب کند، چون سامورایی پیشین فرار کرده است. ایکا چو که قصد دارد مردم را تحقیر کند، هنک، سگی زندانی و در آستانهٔ اعدام را به‌عنوان سامورایی کاکاموچو منصوب می‌کند.
پس از برخوردی سرد و خصمانه، هنک با کمک جیمبو، سامورایی سابقی که به خوردن گیاه گربه معتاد است و با اکراه می‌پذیرد او را آموزش دهد، تلاش می‌کند دل اهالی را به‌دست آورد. در جریان آموزش، هنک با کمک جیمبو، سوما، یکی از افراد نیرومند و دستیاران ایکا چو را که برای بیرون راندن سریع‌تر مردم فرستاده شده بود، شکست می‌دهد. اهالی رفته‌رفته هنک را قهرمان می‌دانند، اما این شهرت به سر هنک می‌زند و از تمرین‌هایش غافل می‌شود که این امر به دلخوری جیمبو منجر می‌گردد.
ایکا چو، هنک را به یک باشگاه شبانهٔ خصوصی می‌برد تا حواس او را پرت کند و در همان حال به‌شکلی پنهانی افراد را برای احترام گذاشتن به هنک رشوه می‌دهد. در همین زمان، اوگا همراه اراذل به کاکاموچو حمله می‌کند. هنک به روستای ویران‌شده بازمی‌گردد. پس از مشاجره‌ای تند با جیمبو، تصمیم می‌گیرد به خانه بازگردد. اما در میانهٔ راه، یک اُریگامی از خودش را در وسایلش می‌یابد که او را به یاد سوگند سامورایی‌اش می‌اندازد.
جیمبو تلاش می‌کند به کاخ ایکا چو نفوذ کند تا سوما را، که توسط افراد ایکا چو اسیر شده، آزاد سازد. هنک بازمی‌گردد تا به او کمک کند. پس از شنیدن خبر فرار سوما، ایکا چو ارتشی از اوباش گرد می‌آورد تا کاکاموچو را برای همیشه نابود کند. هنک به روستا بازمی‌گردد و نقشه‌اش برای شکست ارتش ایکا چو را با مردم در میان می‌گذارد.
مردم روستا، نسخه‌ای کاغذی و کامل از خود و روستا را به‌عنوان فریب می‌سازند. هنگام حملهٔ غارتگران به این نسخهٔ تقلبی که در آن آدمک‌ها با دینامیت تله‌گذاری شده‌اند، هنک مواد منفجره را شعله‌ور می‌کند و مردم به اوباش حمله می‌برند. شوگان از راه می‌رسد و دربارهٔ آشوب سوال می‌پرسد. اوگا به‌طور تصادفی نقشهٔ ایکا چو را افشا می‌کند و ایکا چو فرار می‌کند. هنک او را تا کاخش تعقیب می‌کند و در آن‌جا با او روی یک توالت بزرگ از یشم می‌جنگد، که در نهایت سرریز می‌شود و شهر را تهدید به سیل می‌کند. هنک اهالی را از سیل قریب‌الوقوع آگاه می‌کند و آن‌ها را در کندن کانالی برای انحراف آب راهنمایی می‌کند.
با نجات کاکاموچو، شوگان که تحت تأثیر قرار گرفته، تصمیم می‌گیرد جیمبو را به‌عنوان سامورایی جدید منصوب کند، اما جیمبو این مقام را به هنک می‌بخشد. هنک احساس می‌کند هنوز آمادگی کامل ندارد، پس جایگاه را به امیکو، بچه‌گربه‌ای که آرزوی سامورایی شدن دارد، واگذار می‌کند. هنک و جیمبو رابطه‌شان را بازسازی کرده و به آموزش خود ادامه می‌دهند.
در صحنهٔ پس از تیتراژ، دو نگهبان به سلول زندان ایکا چو سرک می‌کشند. ایکا چو با خونسردی می‌گوید: «حداقل مجبور نیستم در دنباله‌اش بازی کنم!»

## بازیگران
- مایکل سرا در نقش هنک، یک سگ بیگل بی‌پروا که آرزوی سامورایی‌شدن را دارد، بر اساس کلانتر بارت از فیلم زین‌های شعله‌ور
- ساموئل ال. جکسون در نقش جیمبو، گربه تاکسیدو و سنسی هنک که او را برای تبدیل‌شدن به یک سامورایی آموزش می‌دهد، بر اساس جیم دِ واکو کید از فیلم زین‌های شعله‌ور
- ریکی جرویز در نقش ایکا چو، یک گربه جنگ‌طلب سومالیایی،[۴] بر اساس هدلی لامار از فیلم زین‌های شعله‌ور
- مل بروکس در نقش توشی، یک گربه موکوتاه بریتانیایی که شوگون کاکاموچو است.[۴] بر اساس فرماندار ویلیام جی لو پتومان از زین‌های شعله‌ور که بروکس نیز در آن بازی کرد
- جرج تاکی در نقش اوگا، یک گربه منکس قوی که رهبر ارتش ایکا چو است،[۴] بر اساس تاگارت از زین‌های شعله‌ور
- آصف مندوی در نقش ایچیرو، یک گربه لاغر تاکسیدو[۴]
- گابریل ایگلسیاس در نقش چاک، یک گربه کالیسی دست و پا چلفتی[۴]
- جایمن هانسو در نقش سومو، گربه‌ای غول‌پیکر، کم‌هوش و در عین حال فلسفی،[۴] بر اساس مونگو از زین‌های شعله‌ور.
- میشل یئو در نقش یوکی، یک گربه مادهٔ ایرانی خوش‌بین که مادر ایمیکو است[۴]
- کایلی کویوکا در نقش ایمیکو، گربهٔ جوان ایرانی که می‌خواهد سامورایی شود.
- کتی شیم در نقش لیتل ماما، مادربزرگ کاکاموچو[۴]

## بازخورد
در وبگاه جمع‌آوری نقد راتن تومیتوز، ٪۵۳ از ۵۸ بررسی منتقدان مثبت است، و میانگینِ امتیاز آن ۵٫۲/۱۰ است. اجماع این وبگاه چنین می‌نویسد: «پنجه‌های خشم: افسانهٔ هنک ممکن است برای گردآورهای مل بروکس جذاب باشد، اما این فیلم ترکیبی اغلب ناخوشایند از پویانمایی‌های کودک‌پسند و جوک‌های بزرگسالان است.» این فیلم در متاکریتیک که از میانگین وزنی استفاده می‌کند، بر اساس نظر ۱۳ منتقدین امتیاز ۴۵ از ۱۰۰ را کسب کرده که نشان‌گر «نقدهای مختلط یا متوسط» است.